# دول سیکستین
دِوِل سیکستین (به انگلیسی: Devel Sixteen) یک سوپر اسپورت پیش‌نمونه است که در امارات متحده عربی توسط دِوِل موتورز و با همکاری مهندسان آمریکایی و ایتالیایی ساخته شده‌است.
به گفته دِوِل موتورز، سه مدل از سیکستین برای تولید برنامه‌ریزی شده‌است: یک مدل پایه با موتور وی۸ با قدرت حدود ۱٬۵۰۰ یا ۲٬۰۰۰ اسب بخار، مدلی با موتور وی۱۶ با قدرت تنظیم‌شده روی ۳٬۰۰۶ اسب بخار (۲٬۲۴۲ کیلووات؛ ۳٬۰۴۸ اسب بخار متری) و گشتاور ۲٬۴۰۷ پوند فوت (۳٬۲۶۰ نیوتن متر) گشتاور و مدل مخصوص پیست با موتور کواد توربو وی۱۶ با قدرت تنظیم‌شده روی ۵٬۰۰۷ اسب بخار (۳٬۷۳۴ کیلووات؛ ۵٬۰۷۶ اسب بخار متری) و گشتاور ۳٬۷۵۷ پوند فوت (۵٬۰۹۴ نیوتن متر).